# Żeleznodorożnyj (obwód iwanowski)
Żeleznodorożnyj (ros. Железнодорожный) – wieś (sieło) w Rosji, w obwodzie iwanowskim, w rejonie iwanowskim. W 2010 liczyła 776 mieszkańców.